# جوشوا سميث (رسام)
جوشوا سميث (بالإنجليزية: Joshua Smith)‏ (و. 1905 – 1995 م) هو رسام، من أستراليا، توفي عن عمر يناهز 90 عاماً.

## جوائز
حصل على جوائز منها:
- جائزة أرشيبالد [الإنجليزية]‏.